# Антоновка (Біжбуляцький район)
Анто́новка (рос. Антоновка, башк. Антоновка) — присілок у складі Біжбуляцького району Башкортостану, Росія. Входить до складу Єлбулактамацької сільської ради.
Населення — 22 особи (2010; 38 в 2002).
Національний склад:
- росіяни — 55 %